# Скутел
Скутелът (на англ. scutellum) е задната част или на мезонотума, или на метанотума на гръдния кош на насекомото; той обаче се използва почти изключително в първия контекст, тъй като метанотът е по-скоро редуциран при повечето групи насекоми. При Hemiptera и някои Coleoptera скулатът представлява малка триъгълна плоча зад пренотума и между основите на предния край.  При Diptera и Hymenoptera скулата почти винаги е различна, но много по-малка от (и непосредствено отзад) на мезоскутума.
- Scutellum в различни типове насекоми
- 26 – Heteroptera scutellum
- 6 – Diptera scutellum
- 9 – Coleoptera scutellum
- 10 – Formicidae scutellum